# (10066) Pihack
(10066) Pihack est un astéroïde de la ceinture principale découvert en 1988.

## Description
(10066) Pihack a été découvert le 1er décembre 1988 à l'observatoire Brorfelde, près de Holbæk au Danemark, par Poul Jensen.

### Caractéristiques orbitales
L'orbite de cet astéroïde est caractérisée par un demi-grand axe de 2,20 ua, un périhélie de 1,75 ua, une excentricité de 0,20 et une inclinaison de 3,51° par rapport à l'écliptique. Du fait de ces caractéristiques, à savoir un demi-grand axe compris entre 2 et 3,2 ua et un périhélie supérieur à 1,666 ua, il est classé, selon la JPL Small-Body Database, comme objet de la ceinture principale.

### Caractéristiques physiques
(10066) Pihack a une magnitude absolue (H) de 15,2 et un albédo estimé à 0,098.